# بوقية أمانوسية
البوقية الأمانوسية (باللاتينية: Fritillaria amana) نوع نباتي ينتمي إلى جنس البوقية من الفصيلة الزنبقية.

## الموئل والانتشار
موطنه بلاد الشام وتركيا.

## مرادفات للاسم العلمي
- (باللاتينية: Fritillaria hermonis subsp. amana Rix)